# Paolo Roversi (écrivain)
Pour les articles homonymes, voir Roversi et Paolo Roversi.
Paolo Roversi, né à Suzzara dans la province de Mantoue en Lombardie le 29 mars 1975, est un journaliste, un scénariste et un écrivain italien de roman policier et de littérature d'enfance et de jeunesse.

## Biographie
Diplômé à l’Université de Nice Sophia-Antipolis. En Italie, il travaille comme journaliste pour le Corriere della Sera. Il est le fondateur de MillanoNera, un site internet italien consacré au polar qui, depuis 2011, s’est également lancé dans le métier d’éditeur de livres numériques. Comme scénariste, il collabore aux saisons dix et onze de la série Distretto di Polizia.
Il est l'auteur de huit romans. Il se fait connaître avec sa série de quatre romans mettant en scène Enrico Radeschi, un journaliste hacker italien. Ce personnage réapparaît dans son roman pour la jeunesse Gli agenti segreti non piangono. En France, son roman Milano Criminale est traduit sous le titre La Ville rouge en 2012.

## Œuvre

### Romans
- Il mio nome è Bukowski (2006)
- PesceMangiaCane (2010)
- Milano Criminale (2011) Publié en français sous le titre La Ville rouge,  Les Escales, coll. Les Escales noires, 2012, réédition 10/18, Domaine Policier, 2013.
- L'ira funesta (2013)

### Série Enrico Radeschi
- Blue Tango - noir metropolitano (2006)
- La mano sinistra del diavolo (2006)
- Niente baci alla francese (2007)
- L'uomo della pianura (2009)

### Littérature d'enfance et de jeunesse
- Gli agenti segreti non piangono (2009)

### Autres
- Milano diamante (2010)
- Bukowski Scrivo racconti poi ci metto il sesso per vendere (2010) (réédition des précédentes publications de 1997 et 2005).
- Mantovani – I nipoti di Virgilio (2003)
- Informatici – I Peter Pan del Pc (2002)